# کمیته مشورتی
هیئت مشاور نهادی است که توصیه های استراتژیک غیر الزام آور را به مدیریت یک شرکت، سازمان یا بنیاد ارائه می دهد. ماهیت غیررسمی یک هیئت مشورتی در مقایسه با هیئت مدیره انعطاف پذیری بیشتری در ساختار و مدیریت می دهد. برخلاف هیأت مدیره، هیأت مشورتی اختیار رأی دادن در مورد مسائل شرکتی یا مسئولیت های امانتداری قانونی را ندارد. بسیاری از کسب و کارهای جدید یا کوچک برای بهره مندی از دانش دیگران، بدون هزینه یا تشریفات هیئت مدیره، هیأت های مشاوره را انتخاب می کنند.
هیئت‌های مشاوره می‌توانند نام‌های مختلفی داشته باشند و به هدف، حوزه یا حتی کشورشان بستگی دارد. چند نمونه که شنیدیم:
اتاق فکر | کمیته های راهبری | هیئت مدیره پروژه | هیئت مشاوره | پنل مشاوره کسب و کار | هیئت مشاوران | تیم مشاوره | کمیته مشورتی | گروه هیئت مشاوران | گروه مشاوره حرفه ای | هیئت مدیره پروژه | هیئت برنامه ریزی | هیئت مشورتی

## کاربرد
وظیفه یک هیئت مشاوره ارائه کمک به شرکت ها در هر چیزی از بازاریابی گرفته تا مدیریت منابع انسانی و تأثیرگذاری بر هدایت تنظیم کننده ها است. هیئت‌های مشاوره متشکل از کارشناسان ماهر هستند که مشاوره‌های نوآورانه و دیدگاه‌های پویا را ارائه می‌دهند.
هیأت‌ها با جلسات سه ماهه یا دوسالانه می‌توانند جهت استراتژیک را ارائه دهند، بهبود کیفیت را راهنمایی کنند و اثربخشی برنامه را ارزیابی کنند.
کارآفرینان، به‌ویژه شرکت‌های نوپا یا کسب‌وکارهای کوچک ممکن است نخواهند با ایجاد هیئت مدیره‌ای با مسئولیت‌ها و اختیارات رسمی، کنترل خود را بر کسب‌وکارشان کمرنگ کنند. بنابراین، یک هیئت مشاوره ممکن است راه حل مناسب تری برای کارآفرینانی باشد که خواهان دسترسی به مشاوره و شبکه با کیفیت بالا در صنعت هستند. هیئت مشاوران، به عنوان یک گروه خارجی، همچنین می تواند اطلاعات و مشاوره غیر جانبدارانه را به کارآفرینان ارائه دهد.
بوردهای مشاوره می توانند در زمینه های مختلف از جمله علم، پزشکی، فناوری، خط مشی تحریریه، مشارکت شهروندان و موضوعات دیگر اجرا شوند. بر اساس گزارش جهانی وضعیت بازار در سال 2021، بخش هیئت مشاوران از سال 2019 تا کنون 52 درصد رشد داشته است.

## نقش ها و مسئولیت های اعضای هیئت مشاوران
1-توسعه درکی از روندهای تجارت، بازار و صنعت
2-ارائه "مشاوره عاقلانه" در مورد مسائل مطرح شده توسط مالکان/مدیران یا مدیریت
3-ارائه بینش و ایده های بی طرفانه از نقطه نظر سوم (که در عملیات کسب و کار دخالت ندارد)
4-تشویق و حمایت از اکتشاف ایده های تجاری جدید
5-به عنوان منبعی برای مدیران عمل کند
6-یک بستر شبکه اجتماعی برای مدیران و شرکت فراهم کند
7-تشویق توسعه یک چارچوب حاکمیتی که رشد پایدار شرکت را امکان پذیر می کند.
8-نظارت بر عملکرد کسب و کار
9-چالش هایی را به مدیران و مدیریت تحمیل می کند که می تواند کسب و کار را بهبود بخشد.
منبع:

## روسای هیئت مشورتی:
بهترین روش برای هیئت های مشورتی، تعیین یک رئیس مستقل است. نقش رئیس این است که یک ساختار رسمی هیئت مشاور را ایجاد و تسهیل کند تا از نتایج موثر هیئت مشاور پشتیبانی کند. این ممکن است شامل موارد زیر باشد:
•	ایجاد ساختارهای جدید هیئت مشورتی
•	ارزیابی ساختارهای هیئت مشورتی موجود برای اثربخشی و بهترین عملکرد
•	تسهیل در برنامه ریزی و جلسات هیئت مشورتی
•	کمک به نتایج هیئت مشاوران از طریق بینش و مشاوره ارزش محور
•	مشاوره به صاحب کسب و کار یا مدیر اجرایی
مشاوران خارجی توسط کسب و کار به دلیل دانش و تجربه مستقیمشان برای حل مشکل، کشف گزینه ها/مفاهیم و جهت گیری استراتژیک منصوب می شوند. شرکت‌کنندگان در هیئت مشورتی که «مناسب برای هدف» هستند، می‌توانند به طور فعال به اهداف و نتایج دلخواه تعریف‌شده در منشور کمک کنند. این ممکن است شامل موارد زیر باشد:
•	کمک به نتایج هیئت مشاوران از طریق بینش و مشاوره ارزش محور
•	معرفی استراتژیک و حمایت از دستورالعمل های مصوب سازمان

## مدیران داخلی و ذینفعان
مدیران داخلی و ذینفعان در نهایت کسانی هستند که یک هیئت مشورتی ایجاد می کنند (یا منحل می کنند)، تصمیمات تجاری را اتخاذ می کنند و تعهدات یا برنامه های اجرایی خود را دنبال می کنند. مدیران داخلی و ذینفعان به طور مستقیم در داخل کسب و کار مرتبط هستند و اغلب بنیانگذاران، مدیران، مدیران عامل، سرمایه گذاران اصلی و سایر مدیران ارشد هستند.

## همه چیز تکامل می یابد، حتی هیئت های مشاوره
در حالی که فضای هیئت مشاوران در چند سال گذشته شروع به جذب بیشتر کرده است، در حال حاضر دستخوش تغییراتی شده است. به طور خاص، ما شاهد ظاهر شدن نقش های جدید هستیم مانند:
•	مدیر هیئت مشورتی
•	ریاست هیئت مشورتی
•	مشاور هیئت مدیره
در حالی که ما در این فضا حرکت می کنیم، مهم است که از منابع موجود استفاده کنیم.

## هیئت مشورتی در مقابل هیئت مدیره
تقریباً هر سازمانی یک هیئت مدیره دارد، اما هر سازمانی یک هیئت مشورتی ندارد. برای درک تفاوت بین هیئت مشورتی و هیئت مدیره، اجازه دهید ابتدا وجوه مشترک آنها را شناسایی کنیم.
هر دو هیئت مدیره یک هدف کلی را دنبال می کنند: هدایت سازمان به سمت موفقیت. علاوه بر این، هر دو هیئت مدیره سازمان را در امور عمومی نمایندگی می کنند و دیدگاه های مفید و ایده های محکمی را ارائه می دهند.
تفاوت اصلی بین هیئت مشاوران و هیئت مدیره به مسئولیت های قانونی هر هیئت بازمی گردد. یک هیئت مشورتی هیچ مسئولیتی در زمینه مدیریت ندارد. این بدان معناست که اعضا حق رای ندارند و نمی توانند از طرف سازمان تصمیمات مالی بگیرند.
به طور معمول، یک هیئت مشاوره بر روی حوزه های خاصی از نیازهای سازمان تمرکز می کند مانند:
•	ترویج سازمان در جامعه
•	گسترش شبکه یک سازمان از طریق برنامه ریزی رویداد
•	هدایت رهبری هیئت مدیره سازمان در موضوعات خاص
•	اتصال یک سازمان به یک مخاطب جدید
از سوی دیگر، مسئولیت اصلی هیئت مدیره، حاکمیت است. این شامل داشتن حق رای، وظایف امانتداری، جمع آوری سرمایه و مدیریت دارایی است. همانطور که از نام آن پیداست، هیئت مدیره راهنمایی جهت کمک به سازمان برای دستیابی به اهدافش ارائه می دهد. تمرکز هیئت مدیره بر موارد زیر است:
•	ایجاد استراتژی برای سازمان - از برنامه های کارکنان گرفته تا ارزیابی ها
•	تعیین خط مشی های سازمان
•	تصمیم گیری مالی
ترکیبی عالی از یک هیئت مشورتی و یک هیئت مدیره، سازمان را به ارتفاعات جدیدی ارتقا می دهد.

## دلایل ایجاد هیئت مشورتی
دلیل اصلی ایجاد یک هیئت مشاوره، جستجوی تخصص در خارج از شرکت است. اعضای هیئت مشاوران باید دانش، درک و تفکر استراتژیک صنعت یا مدیریت شرکت را در اختیار شرکت قرار دهند.
شرکت‌ها باید به دنبال اعضای هیئت مشورتی باشند که ویژگی‌های آنها مکمل هیئت مدیره موجود باشد و شکاف دانش یا مهارت در هیئت مدیره اصلی را پنهان نکنند. یک هیئت مشورتی، هیئت مدیره موجود را تقویت می کند، اما در اختیارات هیئت مدیره موجود دخالت نمی کند.سردبیر سابق اکونومیست که همچنین یکی از اعضای هیئت مشاوران بود، زمانی گفت: «آنها [هیئت‌های مشاوره] برای تمرکز بر روی کارهای تحقیقاتی و اطلاعاتی که در شرکت انجام می‌شود تمرکز می‌کنند یا گاهی به چالش می‌کشند،بنابراین از تفکر گروهی و جهت دادن به مسائل تصویری بزرگ اجتناب می شود.

## ایجاد و راه اندازی هیئت مشورتی
هنگام ایجاد و راه اندازی یک هیئت مشاوره دو سوال کلیدی وجود دارد. اولین سوال این است که چه کسی از یک هیئت مشورتی در تلاش است تا به چه چیزی برسد. سوال دوم این است که کار هیئت مدیره چگونه باید انجام شود. مسائل زیر باید مورد توجه قرار گیرد.
مأموریت
نوع اعضای هیئت مشورتی باید بر اساس ماهیت آنچه که شرکت از آنها خواسته و انتظار می رود تعیین شود. اعضای هیئت مشاوران باید دانش متمایز در مورد جنبه های مختلف تجارت مانند بازاریابی، توسعه محصول و تکنیک های فروش داشته باشند که برای مدیران مفید است.
فقدان تعریف در مورد "آنچه از هیئت مشاوران خواسته می شود" یا "چه نوع مشاوره ای باید جستجو شود" منجر به تشکیل هیئت مدیره بی نظم می شود که در نهایت می تواند منجر به تشکیل هیئت مشاوره ای شود که به ازای هر دلار یا ساعت سرمایه گذاری ارزش کمتری ارائه می کند. یک اجباری خوب در نهایت، می تواند منجر به اتلاف منابع و زمان برای شرکت و اعضای هیئت مشاوران شود.
تمرکز
هیئت مشورتی باید تعیین کند که تمرکز کمیته بر روی یک ویژگی خاص محصول متمرکز است یا محدود. افراد در یک هیئت مشاور باید یک هدف مشترک یا علایق مشابه داشته باشند.
اندازه
اندازه هیئت مشورتی بر کارایی ارائه اطلاعات مستمر و اثربخشی سازماندهی جلسات هیئت مدیره تأثیر می گذارد. یک هیئت مشورتی بزرگ ممکن است منجر به مسائل مدیریتی شود. بنابراین، توصیه می شود که یک هیئت مشورتی با رهبر هیئت مشاور شروع شود و از اندازه نسبتاً کوچک به تعداد نهایی خود برسد. پویایی گروه نشان می دهد که حداکثر اندازه برای یک هیئت مشاور هشت عضو است که نیاز به افراد شرکت و سایر تسهیلگران در جلسات را در نظر می گیرد. برخی از وظایف هیئت مشورتی ممکن است مستلزم نمایندگی بیشتر از تعداد معین و زیادی از حوزه های انتخابیه باشد.

## سازماندهی و دفعات جلسات
عملکرد یک هیئت مشاور به طور قابل توجهی تحت تأثیر چگونگی سازماندهی و هدایت مؤثر فعالیت های گروه است. یک جلسه ثابت باید به طور منظم (ماهانه، سالانه یا سایر موارد) برگزار شود و اعضای هیئت مشورتی باید به خوبی از هدف و اطلاعات پیشینه جلسه مطلع باشند تا بتوانند توصیه های ارزشمندی را ارائه دهند.
نتیجه‌ای باید در اختیار اعضای هیئت مشورتی قرار گیرد که طول مناسب، منظم، قابل فهم و آموزنده باشد. در حالی که باید مختصر باشد، باید جزئیات کافی را ارائه کند تا اعضای هیئت مشاوران پایه مناسبی را برای مشاوره در مورد کسب و کار فراهم کنند. محرمانه بودن اطلاعات مورد بحث در جلسه باید در نظر گرفته شود.
یک تسهیل کننده، مدیر یا منشی شرکت ماهر برای سازماندهی برنامه جلسات هیئت مشورتی و مواد جلسه مورد نیاز است. مجری یا رئیس هیئت مدیره باید متعهد و از مدیریت زمان برای جلسه آگاه باشد. یک دستور کار می تواند سازماندهی و مدیریت زمان را برای جلسه بهبود بخشد.

## مدت عضویت
اعضای هیئت مشاوران را می‌توان برای دوره‌های خاصی منصوب کرد، یعنی یک، دو یا سه سال تا اطمینان حاصل شود که به طور فعال به شرکت متعهد می‌شوند و از راحت شدن بیش از حد آنها با موقعیت‌هایشان جلوگیری می‌کنند. مدت عضویت در مورد گسترش هیئت مدیره نیز مهم است. دوره عضویت تضمین می کند که اندازه هیئت مشاوران کارآمد و قابل مدیریت باقی می ماند.

## جبران خدمات
اعضای هیئت مشورتی به دلایل مختلفی، از وفاداری شخصی گرفته تا کار در برابر حق الزحمه، به یک شرکت خدمات می دهند.

## نحوه میزبانی یک جلسه هیئت مشاوران موثر:
مانند هیئت مدیره، هیئت مشورتی جلساتی را برگزار می کند. این جلسات باید جذاب و موثر باشد تا حداکثر ارزش را برای سازمان فراهم کند. برای میزبانی یک جلسه مؤثر هیئت مشاوران، مراحل زیر را دنبال کنید:
•	تاریخ، زمان و مکان مناسب را مشخص کنید و از قبل با اعضای هیئت مدیره به اشتراک بگذارید.
•	یک دستور کار دقیق ایجاد کنید و دستور کار را حداقل یک هفته قبل از جلسه برای اعضای هیئت مدیره ارسال کنید.
•	اطمینان حاصل کنید که هر عضو به تمام اسناد مهم جلسه مورد نیاز برای بحث کامل در مورد موارد دستور کار دسترسی دارد.

## مزایا و معایب
مزایای هیئت مشورتی

مزایای داشتن هیئت مشورتی نسبت به هیئت مدیره ممکن است شامل موارد زیر باشد:
1-کنترل فاصله:
شرکت‌های چند ملیتی دارای شرکت‌های محلی هستند که کسب‌وکار خود را در حوزه قضایی خارجی خاص برای هزینه‌های کمتر انجام می‌دهند. مالیات، قیمت مواد اولیه و مزایای سازمانی. با این حال، اعطای اختیار به یک گروه خارجی از مدیران در شرکت محلی ممکن است خطرات و بی ثباتی شرکت چند ملیتی را افزایش دهد. از آنجایی که یک هیئت مشورتی می‌تواند در مکانی متفاوت، با هنجارهای فرهنگی و تجاری متفاوت، به زبانی متفاوت فعالیت کند، شرکت‌های چندملیتی ممکن است برای جلوگیری از از دست دادن کنترل، به جای هیئت مدیره محلی، یک هیئت مشورتی داشته باشند.
2-مسئوليت:
یک هیئت مشورتی می تواند پاسخگویی را برای حفظ سازمان در مسیر درست ارائه دهد، زیرا انتظار می رود کارکنان در مورد پیشرفت گزارش دهند.
3-آماده سازی برای هیئت مدیره:
شرکت ها ممکن است قبل از اینکه هیئت مدیره داشته باشند، یک هیئت مشورتی داشته باشند. توسعه یک هیئت مدیره مؤثر مستلزم گروهی از افراد با شیمی خوب و ترکیبی از مهارت های مناسب برای پیشبرد کسب و کار است. وجود یک هیئت مشورتی به شرکت‌ها این امکان را می‌دهد که تعهدات و توانایی‌های هر فرد را ارزیابی کنند و قبل از انتصاب آنها در هیئت مدیره، ترکیب بین آنها را مشاهده کنند.
4-بازدهی بالاتر:
یک هیئت مدیره بزرگ ممکن است به اندازه غیرقابل مدیریت رشد کند که در آن پیچیدگی سازمانی و شکست ارتباطات ممکن است رخ دهد و منجر به عملکرد ناکارآمد و ناکارآمد هیئت مدیره شود. یک هیئت مشورتی کوچکتر، بدون پیچیدگی اختیارات موجود در هیئت مدیره، ممکن است در مقایسه با هیئت مدیره ای که با رشد شرکت بزرگتر می شود، موثرتر عمل کند.
5-مشاوره رسمی:
پیچیدگی و سرعت شرکت ها اغلب جستجوی مشاوره در مورد هر موضوع خاص را دشوار می کند. شرکت ها همچنین ممکن است ایجاد اعتماد به هر فرد یا گروهی را برای ارائه راهنمایی های مداوم و معنادار دشوار بدانند. پس از آن، یک هیئت مشاور می تواند میزان سازگاری، طول عمر و دانش پیشینه را ارائه دهد، زیرا اعضای هیئت مشاوران مشاوره قابل اعتمادی را در مورد موضوعات خاص ارائه می دهند. اعضای هیئت مشورتی ممکن است برای تعهد به سمت خود غرامت دریافت کنند. این به اعضای هیئت مشاوران انگیزه می دهد تا مشاوره با کیفیت ارائه دهند و اطمینان حاصل کنند که درخواست کمک به طور رسمی انجام می شود.
6-فشار کمتری بر مدیران اجرایی:
مدیران اجرایی می توانند دیدگاهی جزئی تعریف شده یا آزمایشی را به یک هیئت مشورتی بیان کنند، زیرا تنها هدف هیئت مشورتی ارائه مشاوره است. این به آن‌ها اجازه می‌دهد تا قبل از مواجهه با هیئت مدیره که خواستار تصمیمات تجاری قطعی و قاطعانه است، «گزینه‌های آزمایشی» را انجام دهند. هیئت مدیره مدیر عامل را ارزیابی می کند و پاداش او را تعیین می کند. در حالی که یک هیئت مشاور ممکن است باعث تغییر در شرکت برای منافع شرکت شود، هیئت مدیره ای که باعث تغییر در شرکت می شود می تواند عدم اعتماد به تیم مدیریت ارشد را نشان دهد. این فشار زیادی را بر مدیران ارشد تحمیل می‌کند و می‌تواند مانعی برای مدیران ارشد برای بیان مسائل و مشاوره گرفتن از هیئت مدیره شود. بنابراین، یک هیئت مشورتی می‌تواند «لنگاه امن» برای مدیران ارشد باشد تا به دنبال مشاوره و آزمایش گزینه‌های تجاری باشند.
7-ورودی دایرکتوری:
مدیران و دستیاران همچنان ملزم هستند هر گونه تغییر در سیاست یا مسائل مالی را برای هدایت به هیئت مدیره بیاورند. هیچ مدیر یا دستیار مدیری نباید بدون تایید هیئت مدیره تغییری ایجاد کند.
8-ورودی متمرکز:
یک شرکت ممکن است در مورد جنبه خاصی از کسب و کار خود (مانند بازاریابی، جهت دهی محصول، خدمات مشتری یا گسترش شبکه تماس) به مشاوره نیاز داشته باشد. در حالی که هیئت مدیره باید همه جوانب را در نظر بگیرد و یک سری مراحل اداری را طی کند، به عنوان مثال. تصویب رسمی و/یا تصویب، یک هیئت مشاور می تواند مستقیماً بر روی یک موضوع خاص تمرکز کند و مشاوره بدهد.
معایب هیئت مشورتی
اشکالات وجود یک هیئت مشورتی به جای هیئت مدیره ممکن است شامل موارد زیر باشد:
1-غرامت کمتر:
یک هیئت مشورتی با طیف محدودتری از مسائل سر و کار دارد و کمتر از هیئت مدیره تشکیل جلسه می دهد. تعهد کمتری برای اعضای هیئت مشورتی در مقایسه با مدیران هیئت مدیره وجود دارد. این امر در حقوق کمتری که اعضای هیئت مشورتی دریافت می کنند در مقایسه با اعضای هیئت مدیره منعکس می شود. با این وجود، غرامت برای اعضای هیئت مشورتی به عوامل مختلفی از جمله بازگشت سرمایه، زمان، سازماندهی و هزینه بستگی دارد.
2-مسائل مربوط به امانتداری/ مسئولیت:
هیئت مدیره در معرض انواع تعهدات قانونی، امانتداری و سایر وظایف است. مسئولیت ها شامل دستمزدهای پرداخت نشده، مالیات های پرداخت نشده، آسیب های زیست محیطی و غیره است. مدیران با قرار دادن مدیران در معرض چنین تعهداتی و امانتداری مجبور به تصمیم گیری و اتخاذ سیاست هایی به گونه ای هستند که خطرات را به حداقل برساند. در حالی که یک هیئت مشاور مشمول وظایف یا تعهدات امانی نیست و بنابراین می تواند با ارائه مشاوره های مخاطره آمیز بر شرکت تأثیر بگذارد.

## هدف از تشکیل هیئت مشورتی:
هدف بیشتر هیئت‌های مشاوره کمک به سازمان برای به دست آوردن بینش و مشاوره جدید برای حل مشکلات تجاری یا کشف فرصت‌های جدید با تحریک گفتگوهای قوی و با کیفیت است. نقش هیئت مشاور تصمیم گیری نیست، بلکه ارائه دانش فعلی، تفکر انتقادی و تجزیه و تحلیل برای افزایش اعتماد به نفس تصمیم گیرندگانی است که نماینده شرکت هستند. هیئت مشورتی با هیئت مدیره یا هیئت مدیره متفاوت است.
با توجه به ماهیت منعطف هیئت‌های مشاوره، دامنه یا «شرایط مرجع» و نقش‌های مشاور متناسب با الزامات تجاری انتخاب می‌شوند. نقش‌ها، مسئولیت‌ها و انتظارات خاص معمولاً در منشور هیئت مشورتی، در کنار پروتکل‌هایی در ساختار هیئت مشاوران ایجاد می‌شوند.